# 静岡県道326号高塚停車場入野線
静岡県道326号高塚停車場入野線（しずおかけんどう326ごう たかつかていしゃじょういりのせん）は静岡県浜松市中央区を通る県道である。

## 概要

### 路線データ
- 陸上距離：1.5km
- 起点：浜松市中央区高塚町（JR東海道線高塚駅）
- 終点：浜松市中央区入野町（静岡県道62号浜松雄踏線•入野幼稚園交差点)
- 堀留川に掛かる新川橋辺りに古くから浜砂が集積した場所がありこの地を浜地と呼び通りのことを浜地通りとも呼ぶ。 (地域愛称マップ)

## 歴史
- 1960年4月1日 認定

## 重複区間
なし

## 地理
- 農地が点在する他、商店、住宅が立ち並んでいる。高低差はほとんどなく、平坦な道が続く。
- 高塚駅東側交差点(高塚駅前郵便局がある交差点)で北へ向かうが、案内標識はない。入野小学校南交差点で新雄踏街道を横切り入野幼稚園交差点で静岡県道62号浜松雄踏線に接続する。特に終点側から南へ向かう場合、踏切を越えてすぐの高塚駅東側交差点で右折する事になるが、気が付かず直進してしまう事がある。なお直進した場合、国道257号へT字路で突き当たる。
- 東海道本線の踏切を渡り進むと東海道新幹線の手前に『浜地通り(ﾊﾏﾁﾄﾞｵﾘ)』と書かれた愛称柱がある。古くから浜砂が集積した土地があり浜地と呼ばれた。

### 通過する自治体
- 静岡県
  - 浜松市（中央区）

### 接続路線
- 静岡県道327号高塚停車場線
- 静岡県道62号浜松雄踏線

## 沿線
- 入野幼稚園
- 浜松市立入野小学校
- 大圓寺
- イオン浜松西ショッピングセンター
- スズキ本社
- 高塚駅前郵便局
- 地蔵院
- JR高塚駅